# Rem als Jocs Olímpics d'estiu de 1912 - Vuit amb timoner masculí
La prova de Vuit amb timoner masculí fou una de les quatre que es disputaren als Jocs Olímpics d'Estocolm de 1912 i que formaven part del programa de rem. Hi van prendre part 99 remers procedents de 8 països.
La competició es va disputar entre el dimecres 17 i el divendres 19 de juliol a Djurgårdsbrunnsviken.

## Medallistes
| Or | Plata | Bronze |
| Regne Unit · Leander ClubEdgar Burgess · Sidney Swann · Leslie Wormald · Ewart Horsfall · James Angus Gillan · Arthur Garton · Alister Kirby · Philip Fleming · Henry Wells | Regne Unit · New College, OxfordWilliam Fison · William Parker · Thomas Gillespie · Beaufort Burdekin · Frederick Pitman · Arthur Wiggins · Charles Littlejohn · Robert Bourne · John Walker | Imperi Alemany · BerlinOtto Liebing · Max Bröske · Max Vetter · Willi Bartholomae · Fritz Bartholomae · Werner Dehn · Rudolf Reichelt · Hans Matthiae · Kurt Runge |

## Vaixells participants
Les següents 11 embarcacions van prendre part en aquesta competició:
- Australàsia Sydney Rowing Club
- Canadà Toronto Argonaut
- França Société Nautique de Bayonne
- Alemanya Berliner Ruderverein von 1876
- Alemanya Berliner Sport Borussia, Berlin
- Regne Unit Leander
- Regne Unit New College, Oxford
- Hongria Hungária Evezős Egylet
- Noruega Christiania Roklub
- Suècia Göteborgs Roddklubb
- Suècia Roddklubben af 1912

## Resultats

### Sèries
Es disputen 6 sèries el dimecres 17 de juliol. El vencedor de cada sèrie es classifica per a quarts de final.
| Pos. | Tripulació | País     | Temps      |
| ---- | --- | -------- | ---------- |
| 1    | Sport Borrussia, Berlin, Carl Eichhorn, Ludwig Weihnacht, Richard Friesicke, Andreas Wegener, Fritz Eggebrecht, Heinrich Landrock, Egbert Reimsfeld, Gottfried Gelfort, Otto Charlet | Alemanya | 6'45"0     |
| 2    | Société Nautique de Bayonne, Jean Arné, Gabriel St. Laurent, Marius Lejeune, Louis Lafite, Jean Elichagaray, Joseph Campot, Étienne Lesbats, Pierre Alvarez, François Elichagaray    | França   | a 1¼ llarg |

| Pos. | Tripulació | País        | Temps      |
| ---- | --- | ----------- | ---------- |
| 1    | Sydney Rowing Club, Jack Ryrie, Simon Fraser, Hugh Ward, Thomas Parker, Henry Hauenstein, Syd Middleton, Harry Ross-Soden, Roger Fitzhardinge, Robert Waley      | Australàsia | 6'57"0     |
| 2    | Göteborgs Roddklubb, Birger Amundin, Ragnar Bergstedt, Gustaf Broberg, Simeon Ericsson, Ivar Ryberg, Anders Almqvist, Arvid Svendel, Leif Sörvik, Gillis Ahlberg | Suècia      | a 2 llargs |

| Pos. | Tripulació | País     | Temps      |
| ---- | --- | -------- | ---------- |
| 1    | Berliner Ruderverein von 1876, Otto Liebing, Max Bröske, Max Vetter, Willi Bartholomae, Fritz Bartholomae, Werner Dehn, Rudolf Reichelt, Hans Matthiae, Kurt Runge | Alemanya | 6'32"0     |
| 2    | Hungaria Evezos Egylet, István Szebeny, Artúr Baján, Miltiades Manno, István Jeney, Lajos Gráf, Miklós Szebeny, Antal Szebeny, György Szebeny, Kálmán Vaskó        | Hongria  | a 3 llargs |

| Pos. | Tripulació | País       | Temps      |
| ---- | --- | ---------- | ---------- |
| 1    | New College, Oxford, William Fison, William Parker, Thomas Gillespie, Beaufort Burdekin, Frederick Pitman, Arthur Wiggins, Charles Littlejohn, Robert Bourne, John Walker | Regne Unit | 6'42"5     |
| 2    | Kristiania Roklub, Einar Sommerfeldt, Thomas Høie, Harald Herlofson, Olaf Solberg, Gustav Hæhre, Hannibal Fegth, Gunnar Grantz, Otto Krogh, John Bjørnstad                | Noruega    | a 1½ llarg |

| Pos. | Tripulació | País       | Temps      |
| ---- | --- | ---------- | ---------- |
| 1    | Leander Club, Edgar Burgess, Sidney Swann, Leslie Wormald, Ewart Horsfall, Angus Gillan, Arthur Garton, Alister Kirby, Philip Fleming, Henry Wells       | Regne Unit | 6'22"2     |
| 2    | Toronto Argonauts, Charles Riddy, Phil Boyd, Albert Kent, William Murphy, Alex Sinclair, Becher Gale, Richard Gregory, Geoffrey Taylor, Winslow McCleary | Canadà     | a 1½ llarg |

| Pos. | Tripulació | País   | Temps  |
| ---- | --- | ------ | ------ |
| 1    | Roddklubben af 1912, Gustaf Brunkman, Per Mattson, Sebastian Tamm, Ted Wachtmeister, Konrad Brunkman, William Bruhn-Möller, Ture Rosvall, Herman Dahlbäck, Leo Wilkens | Suècia | 6'22"2 |

### Quarts de final
Es disputen tres sèries de quarts el dijous 18 de juliol. Sols el vencedor passa a semifinals.
| Pos. | Tripulació | País       | Temps     |
| ---- | --- | ---------- | --------- |
| 1    | New College, Oxford, William Fison, William Parker, Thomas Gillespie, Beaufort Burdekin, Frederick Pitman, Arthur Wiggins, Charles Littlejohn, Robert Bourne, John Walker | Regne Unit | 6'19"0    |
| 2    | Roddklubben af 1912, Gustaf Brunkman, Per Mattson, Sebastian Tamm, Ted Wachtmeister, Konrad Brunkman, William Bruhn-Möller, Ture Rosvall, Herman Dahlbäck, Leo Wilkens    | Suècia     | a 1 llarg |

| Pos. | Tripulació | País     | Temps      |
| ---- | --- | -------- | ---------- |
| 1    | Berliner Ruderverein von 1876, Otto Liebing, Max Bröske, Max Vetter, Willi Bartholomae, Fritz Bartholomae, Werner Dehn, Rudolf Reichelt, Hans Matthiae, Kurt Runge                   | Alemanya | 6'22"2     |
| 2    | Sport Borrussia, Berlin, Carl Eichhorn, Ludwig Weihnacht, Richard Friesicke, Andreas Wegener, Fritz Eggebrecht, Heinrich Landrock, Egbert Reimsfeld, Gottfried Gelfort, Otto Charlet | Alemanya | a 2 llargs |

| Pos. | Tripulació | País        | Temps     |
| ---- | --- | ----------- | --------- |
| 1    | Leander Club, Edgar Burgess, Sidney Swann, Leslie Wormald, Ewart Horsfall, Angus Gillan, Arthur Garton, Alister Kirby, Philip Fleming, Henry Wells          | Regne Unit  | 6'10"2    |
| 2    | Sydney Rowing Club, Jack Ryrie, Simon Fraser, Hugh Ward, Thomas Parker, Henry Hauenstein, Syd Middleton, Harry Ross-Soden, Roger Fitzhardinge, Robert Waley | Australàsia | a ½ llarg |

### Semifinals
Les dues semifinals es disputen el divendres 19 de juliol.
| Pos. | Tripulació | País       | Temps  |
| ---- | --- | ---------- | ------ |
| 1    | New College, Oxford, William Fison, William Parker, Thomas Gillespie, Beaufort Burdekin, Frederick Pitman, Arthur Wiggins, Charles Littlejohn, Robert Bourne, John Walker | Regne Unit | 6'10"2 |

| Pos.   | Tripulació | País       | Temps  |
| ------ | --- | ---------- | ------ |
| 1      | Leander Club, Edgar Burgess, Sidney Swann, Leslie Wormald, Ewart Horsfall, Angus Gillan, Arthur Garton, Alister Kirby, Philip Fleming, Henry Wells                 | Regne Unit | 6'16"2 |
| Bronze | Berliner Ruderverein von 1876, Otto Liebing, Max Bröske, Max Vetter, Willi Bartholomae, Fritz Bartholomae, Werner Dehn, Rudolf Reichelt, Hans Matthiae, Kurt Runge | Alemanya   | 6'18"6 |

### Final
La final es disputa el divendres 19 de juliol.
| Pos.  | Tripulació | País       | Temps  |
| ----- | --- | ---------- | ------ |
| Or    | Leander Club, Edgar Burgess, Sidney Swann, Leslie Wormald, Ewart Horsfall, Angus Gillan, Arthur Garton, Alister Kirby, Philip Fleming, Henry Wells                        | Regne Unit | 6'16"2 |
| Plata | New College, Oxford, William Fison, William Parker, Thomas Gillespie, Beaufort Burdekin, Frederick Pitman, Arthur Wiggins, Charles Littlejohn, Robert Bourne, John Walker | Regne Unit | 6'18"6 |